# Lytorhynchus paradoxus
Lytorhynchus paradoxus är en ormart som beskrevs av Günther 1875. Lytorhynchus paradoxus ingår i släktet Lytorhynchus och familjen snokar. Inga underarter finns listade i Catalogue of Life.
Denna orm förekommer i Pakistan samt i delstaten Rajasthan i Indien. Honor lägger ägg.